# Rigadin n'aime pas le vendredi 13
Rigadin n'aime pas le vendredi 13 è un cortometraggio del 1911 diretto da Georges Monca.

## Trama
È venerdi 13, una giornata piena di guai per Rigadin.